# Scottish Premier Division 1991/92
Die Scottish Football League Premier Division wurde 1991/92 zum 17. Mal ausgetragen. Es war zudem die 95. Austragung einer höchsten Fußball-Spielklasse innerhalb der Scottish Football League, in der der Schottische Meister ermittelt wurde. In der Saison 1991/92 traten 12 Vereine in insgesamt 44 Spieltagen gegeneinander an. Jedes Team spielte jeweils zweimal zu Hause und auswärts gegen jedes andere Team. Es galt die die 2-Punkte-Regel eingeführt. Bei Punktgleichheit zählte die Tordifferenz.
Die Glasgow Rangers gewannen zum insgesamt 42. Mal in der Vereinsgeschichte die schottische Meisterschaft. Die Gers qualifizierten sich als Meister für die neugegründete Champions League Saison-1992/93. Als unterlegener Pokalfinalist, qualifizierte sich der Airdrieonians FC für den Europapokal der Pokalsieger. Der zweit- und drittplatzierte Heart of Midlothian und Celtic Glasgow sowie der Ligapokalsieger Hibernian Edinburgh qualifizierten sich für den UEFA-Pokal.
Der FC St. Mirren und Dunfermline Athletic stiegen am Saisonende in die First Division ab. Mit 34 Treffern wurde Ally McCoist von den Glasgow Rangers Torschützenkönig.

## Vereine
| Verein               | Stadt       | Stadion           |
| -------------------- | ----------- | ----------------- |
| Airdrieonians FC     | Airdrie     | Broomfield Park   |
| Celtic Glasgow       | Glasgow     | Celtic Park       |
| Dundee United        | Dundee      | Tannadice Park    |
| Dunfermline Athletic | Dunfermline | East End Park     |
| FC Aberdeen          | Aberdeen    | Pittodrie Stadium |
| FC Falkirk           | Falkirk     | Brockville Park   |
| FC St. Johnstone     | Perth       | McDiarmid Park    |
| FC Motherwell        | Motherwell  | Fir Park          |
| FC St. Mirren        | Paisley     | Love Street       |
| Glasgow Rangers      | Glasgow     | Ibrox Park        |
| Heart of Midlothian  | Edinburgh   | Tynecastle Park   |
| Hibernian Edinburgh  | Edinburgh   | Easter Road       |

## Statistik

### Abschlusstabelle
| Pl. | Verein                 | Sp. | S  | U  | N  | Tore    | Diff. | Punkte |
| --- | ---------------------- | --- | -- | -- | -- | ------- | ----- | ------ |
| 1.  | Glasgow Rangers (M, L) | 44  | 33 | 6  | 5  | 101:310 | +70   | 72:16  |
| 2.  | Heart of Midlothian    | 44  | 27 | 9  | 8  | 060:370 | +23   | 63:25  |
| 3.  | Celtic Glasgow         | 44  | 26 | 10 | 8  | 088:420 | +46   | 62:26  |
| 4.  | Dundee United          | 44  | 19 | 13 | 12 | 066:500 | +16   | 51:37  |
| 5.  | Hibernian Edinburgh    | 44  | 16 | 17 | 11 | 053:450 | +8    | 49:39  |
| 6.  | FC Aberdeen            | 44  | 17 | 14 | 13 | 055:420 | +13   | 48:40  |
| 7.  | Airdrieonians FC (N)   | 44  | 13 | 10 | 21 | 050:700 | −20   | 36:52  |
| 8.  | FC St. Johnstone       | 44  | 13 | 10 | 21 | 052:730 | −21   | 36:52  |
| 9.  | FC Falkirk (N)         | 44  | 12 | 11 | 21 | 054:730 | −19   | 35:53  |
| 10. | FC Motherwell (P)      | 44  | 10 | 14 | 20 | 043:610 | −18   | 34:54  |
| 11. | FC St. Mirren          | 44  | 6  | 12 | 26 | 033:730 | −40   | 24:64  |
| 12. | Dunfermline Athletic   | 44  | 4  | 10 | 30 | 022:800 | −58   | 18:70  |

Platzierungskriterien: 1. Punkte – 2. Tordifferenz – 3. geschossene Tore

| Saison 1991/92 |

| Zum Saisonende 1990/91 |                                   |
| (M)                    | Meister des Vorjahres             |
| (P)                    | Pokalsieger des Vorjahres         |
| (L)                    | Ligapokalsieger des Vorjahres     |
| (N)                    | Aufsteiger aus der First Division |

## Die Meistermannschaft der Glasgow Rangers
(Berücksichtigt wurden alle Spieler mit mindestens einem Einsatz)
| 1. | Glasgow Rangers |
|    | - Tor: Andy Goram - Abwehr: John Brown, Richard Gough, Oleh Kusnezow, John McGregor, Scott Nisbet, Steven Pressley, David Robertson, Gary Stevens, Chris Vinnicombe - Mittelfeld: Ian Durrant, Ian Ferguson, Dale Gordon, Pieter Huistra, Stuart McCall, Oleksij Mychajlytschenko, Lee Robertson, Sandy Robertson, Nigel Spackman, Trevor Steven - Angriff: Mark Hateley, Mo Johnston, Ally McCoist, Gary McSwegan, John Morrow, Paul Rideout, John Spencer - Trainer: Walter Smith |